# Имянитов, Илья Моисеевич
Илья Моисеевич Имянитов (14 марта 1918, Торжок — 26 января 1987, Ленинград, похоронен на Богословском кладбище Санкт-Петербурга) — советский учёный, исследователь атмосферного электричества, разработчик приборов и методов измерения электрических полей в атмосфере при помощи самолётов, электрической проводимости атмосферы, объемных зарядов атмосферы и облаков. Автор и организатор исследований электрических свойств облаков.

## Годы учёбы
Илья Моисеевич Имянитов родился 14 марта 1918 года в Торжке в семье железнодорожного служащего. Вскоре семья переехала в Петроград, где в 1926 году Илья Имянитов поступил в Одиннадцатую единую трудовую школу (бывшая гимназия «Анненшуле»). Окончив школу в 1935 году, И. М. Имянитов поступил в Ленинградский индустриальный институт на инженерно-физический факультет. Во времена студенчества И. М. Имянитова учителями будущих физиков были такие учёные, как Г. А. Гринберг, П. П. Кобеко, Е. П. Николаи, В. М. Тучкевич, Я. И. Френкель. Вспоминая своих профессоров и в особенности Я. И. Френкеля, Имянитов говорил, что лекции этого выдающегося учёного и других его коллег учили студентов воспринимать научные исследования не просто как систематический процесс приобретения знаний, а как динамический процесс, порождающий в результате постоянного обобщения материала новое качество и новую стратегию исследований. В 1940 г. Илья Моисеевич окончил институт по специальности «экспериментальная физика». и был направлен на работу в качестве инженера-исследователя на Кировский завод. Вместе с ним на Кировский завод был направлен его приятель со школьных времен, выпускник электромеханического факультета политеха Даниил Герман, впоследствии ставшим известным писателем Граниным. Дружба этих людей впоследствии оказала влияние на судьбу каждого из них.

## Война
В первые же дни войны И. М. Имянитов вступил в ряды народного ополчения. В октябре 1941 г. он, рядовой-радист, был тяжело ранен в одном из боев под Ленинградом и отправлен в госпиталь, где пролежал всю блокадную зиму 1941-42 г. В 1942 г. И. М. Имянитов был эвакуирован в Свердловск, где после демобилизации по инвалидности начал работать во Всесоюзном электротехническом институте им. В. И. Ленина. Вскоре ВЭИ реэвакуировали в Москву, а Илья Моисеевич поступил на работу в Главную геофизическую обсерваторию (ГГО), тоже находившуюся в то время в Свердловске.

## Атмосферное электричество
Работая в ГГО, Имянитов заинтересовался проблемами атмосферного электричества. Вполне вероятно, что в этом сказалось влияние Я. И. Френкеля, который поступил в 1945 г. в ГГО и занялся вопросами образования туманов, осадков и происхождением атмосферного электричества. Френкель подчеркнул существенную роль облачного электричества в электризации атмосферы и указал на необходимость его экспериментального исследования. С 1945 г. Илья Моисеевич посвящает всю свою научную деятельность изучению атмосферного электричества.

### Приборы и методы для изучения электричества атмосферы
В результате аспирантской работы под руководством Френкеля Имянитовым была создана теория параметрических преобразователей, позволяющая создавать эффективные электрометры, магнитометры и измеритель напряженности электрического поля — электростатический флюксметр. Прибор, который он сконструировал, оказался настолько удачным, что практически в неизменном виде применяется до сих пор. Менялась лишь элементная база и структура построения измерительной схемы.
Следующей задачей была разработка метода измерения полного вектора электрического поля атмосферы с борта самолёта. Эта задача была решена теоретически и реализована практически. Одновременно был разработан способ и прибор для измерения электрического поля в сильно ионизованной среде верхних слоев атмосферы, примененный на третьем искусственном спутнике Земли (Спутник-3), и на геофизических ракетах. В разработке приборов активно участвовали В. В. Михайловская и Я. М. Шварц.

### Электричество свободной атмосферы
Разработка новых приборов для измерения напряженности электрического поля дала возможность «оторвать» измерения от поверхности земли и начать исследования непосредственно в атмосфере и внутри облаков. Вместе со своими сотрудниками он принял участие в работах по зондированию верхних слоев атмосферы. С помощью разработанного ими оригинального ракетного электростатического флюксметра были получены первые данные измерений электрического поля у поверхности ракет при их полетах в верхней атмосфере. Эти работы были выполнены во второй половине 50-х — начале 60-х годов.
Международный геофизический год дал возможность развернуть масштабные исследования атмосферного электричества (наземные и авиационные, корабельные и антарктические). В этот период была создана сеть наблюдений за атмосферным электричеством в приземном слое и основан Мировой центр данных по атмосферному электричеству. С помощью сети были получены полезные сведения об антропогенном воздействии на атмосферное электричество.

### Электризация самолетов в облаках и осадках
В 50-е годы происходило резкое увеличение парка гражданской авиации и переход военной авиации на скоростные всепогодные реактивные самолёты. В связи с этим возникла потребность в углублении знаний о физических условиях полета и взаимодействии самолётов с окружающей средой, поэтому идеи И. М. Имянитова встречали понимание у руководителей Министерства гражданской авиации и авиационных институтов. Так, данные по электрическому полю были использованы при испытаниях первых радиолокаторов гражданских самолётов для предупреждения летчиков об опасности, которую могут представлять облака. Сведения о заряжаемости самолётов были необходимы их конструкторам, а данные об электрических полях вблизи грозовых облаков использовались при создании наставлений пилотам гражданской авиации. Данные об электризации самолётов в слоисто-дождевых облаках и электрических полях в них были использованы в методических письмах, адресованных сотрудникам авиационных гидрометеорологических станций и имеющих целью обеспечить выдачу рекомендаций пилотам по обходу зон повышенной электрической активности в облаках.

### Электричество облаков
Следующий значительный цикл работ, посвященный исследованию электрического строения облаков методом прямого самолётного зондирования, был начат в 1949 г., сразу же после разработки самолётного электростатического флюксметра. Сначала исследовались слаборазвитые конвективные облака, затем — мощные кучевые и, наконец, грозовые. Изучалось электричество слоистых облаков и слоистых облаков с затопленной конвекцией. Были получены уникальные данные об электрических полях в облаках, включая случаи поражения самолёта молнией. Илья Моисеевич принимал личное участие в полетах, проявляя в сложных и далеко не безопасных ситуациях и хладнокровие, и выдержку.

### Лабораторное моделирование процессов электризации облаков
Изучая электризацию самолётов в облаках, Имянитов пришёл к выводу, что возможным процессом, приводящим к накоплению электрических зарядов в облаках, могла стать неиндуктивная контактная электризация — процесс разделения электрических зарядов между сталкивающимися облачными частицами вследствие различий их физико-химических свойств. Высказанная гипотеза нуждалась в подтверждении на экспериментальном уровне. Для этого были проведены эксперименты в камерах туманов, моделирующих облачную среду. В ряде опытов ледяные частицы заменялись частицами различных грубодисперсных аэрозолей. Эксперименты позволили объяснить процесс электризации вулканических облаков. В экспериментах с ледяными частицами был продемонстрирован эффект сильной электризации при взаимодействии частиц ледяной крупы с облаком ледяных кристаллов.

## Экономическая эффективность метеорологии
В последние годы внимание Ильи Моисеевича привлекли вопросы развития метеорологии с позиции экономики — науки о стратегии и тактике ведения хозяйства в условиях ограниченных ресурсов. Он предложил оригинальный подход к оценке эффективности метеорологических мероприятий — метод метеорологического фильтра — и показал возможность применения этого метода на примерах решения некоторых частных задач, связанных с влиянием атмосферного электричества на авиацию. Результаты этого цикла работ опубликованы в брошюре «Метод оценки экономической эффективности метеорологических мероприятий и его приложения» (1985 г.).

## Популяризация науки
Илья Моисеевич был убежден в том, что в эпоху бурного технического прогресса абсолютно необходим новый подход к проблемам науки, техники, экономики. В статье, опубликованной в 1975 г. в «Литературной газете», он доказывал, что в отличие от наших предков, живших в мире, который оставался неизменным на протяжении жизни поколения и может быть назван «миром вещей», мы живем в «мире процессов», когда окружающий мир изменяется с непостижимой быстротой, и это обстоятельство требует коренных изменений в мышлении людей, занимающихся наукой и техникой. Он показал на ряде примеров, к каким пагубным последствиям может привести непонимание этой реальности современного мира. Статья, напечатанная под названием «Типичная нетипичная ситуация», вызвала широкий общественный резонанс в Советском Союзе и перепечатывалась в зарубежных странах. Даже сегодня, эта статья звучит в высшей степени актуально, убеждая в исторической обусловленности идей и принципов, под знаком которых идет перестройка всей нашей жизни.

### Шаровая молния
Немало сил отдавал И. М. Имянитов научно-популяризаторской деятельности. Он выступал по телевидению, писал статьи в советские энциклопедические издания, опубликовал (в соавторстве с Д. Тихим) занимательную и доступную самому широкому читательскому кругу книгу о таком объекте, как шаровая молния, к тексту книги был приложен вопросник, адресованный всем, кто сталкивался в повседневной жизни с этим феноменом природы. После выхода книги в свет им было получено более тысячи писем с описанием шаровой молнии и удивительных явлений, принятых случайными их свидетелями за шаровую молнию.

## Литературная деятельность
В зрелые годы Илья Моисеевич все больше душевных сил и времени отдавал литературному творчеству, к которому его влекло с юных лет. Он стал автором ряда рассказов, повестей и эссе, печатавшихся в журналах и выходивших в книжном издании под псевдонимом Илья Янитов. Очень хорошо был встречен в самых различных читательских кругах сборник рассказов «Тропинка в атмосфере», в котором он, с присущим ему мягким юмором и скрытой горечью, показывает, сколь извилиста и трудно проходима «тропинка», ведущая к постижению истин. Проблематикой научного творчества — перипетий зарождения, развития и воплощения в жизнь научных идей — темой, несомненно, доминирующей в его творчестве, не ограничивается, однако, круг тем, которым он посвящает свои литературные произведения. Пристально вглядываясь в жизнь современного общества, он не мог не задумываться над такими проблемами, как роль личности в истории или влияние социально-политических процессов нашего времени на судьбы человечества. Результатом таких раздумий стали «Рассказы о президентах» — своеобразная политическая сатира, высмеивающая языческое обожествление правителей, изобличающая духовное убожество временщиков, от которых подчас зависит жизнь и смерть целых народов. Но совершенно неожиданное воплощение его размышления о жизни и людях нашли в сказке «Утипуты», появившейся на страницах детского журнала «Искорка». Герои сказки — крохотные человечки, неприметно живущие среди нас. Они участливо, но отстраненно наблюдают за нашей жизнью. Радуясь и печалясь вместе с нами, утипуты не перестают удивляться бесчисленным и непостижимым для них правилам и законам, которым люди подчиняют свою жизнь. Чистые сердцем, разумные и простодушные, строгие и любящие, стремящиеся «во всем дойти до самой сути», утипуты во многом сродни своему создателю, доброму сказочнику И. М. Имянитову. Сказка кончается грустно: обескураженные непостижимостью мира людей утипуты покидают их, уходят в неведомые дали.

## Материалы для чтения
- И. М. Имянитов, К. С. Шифрин Современное состояние исследований атмосферного электричества, УФН, 1962, т76, вып.4
- Даниил Гранин «Иду на грозу»
- Sputnik-3

## Научная библиография
Книги
- 1953 Имянитов И. М. Измерение элементов атмосферного электричества/ В. Н. Кедроливанский, М. С. Стернзат. Метеорологические приборы.— Л.; М: Гидрометеоиздат, 1953.
- 1955 Имянитов И. М. Измерение элементов атмосферного электричества/ Л. Г. Качурин. Лабораторные работы по метеорологии.— Л.; М.: Гидрометеоиздат, 1955.
- 1957 Имянитов И. М. Приборы и методы для изучения электричества атмосферы.— М.: Гостехиздат, 1957.
- 1965 Имянитов И. М., Чубарина Е. В. Электричество свободной атмосферы.— Л.: Гидрометеоиздат, 1965.
- 1969 Имянитов И. М. Измерение элементов атмосферного электричества/ Л. Г. Качурин. Руководство к лабораторным работам по экспериментальной физике атмосферы.— Л.: Гидрометеоиздат, 1969.
- 1970 Имянитов И. М. Электризация самолётов в облаках и осадках.— Л.: Гидрометеоиздат, 1970.
- 1971 Имянитов И. М., Чубарина Е. В., Шварц Я. М. Электричество облаков.— Л.: Гидрометеоиздат, 1971.
- 1980 Имянитов И. М., Тихий Д. Я. За гранью законов науки.—М.: Атомиздат, 1980.
- 1981 Имянитов И. М., Евтеев Б. Ф., Камалдина И. И. Методическое письмо: Физические и метеорологические условия, приводящие к поражению самолётов атмосферно-электрическимн разрядами вне кучево-дождевых облаков.—Л.: Гидрометеоиздат, 1981.
- 1984 Евтеев Б. Ф.. Имянитов И. М. Методическое письмо: Причины статической электризации самолётов и меры уменьшения её опасности.—Л.: Гидрометеоиздат, 1984
- 1985 Лабораторное моделирование процессов контактной электризации облачных частиц/И. П. Дьяконова, И. М. Имянитов, А. И. Карцивадзе, Н. Н. Климин, Л. С. Мордовина, В. П. Морозов, О. А. Фабер, Е. В. Чубарина.— Л.: Гидрометеоиздат, 1985.
- 1985 Имянитов И. М. Метод оценки экономической эффективности метеорологических мероприятии и его приложения.— Л.: Гидрометеоиздат, 1985.
- 1989 Имянитов И. М.. Чубарина Е. В. Электрические характеристики атмосферы и облаков//Облака и облачная атмосфера: Справочник/Под ред. И. П Мазина, А. Х. Хргиана.—Л.: Гидрометеоиздат, 1989.

## Литературная библиография
- 1963 «Изобретение» (рассказ)
- 1965 «Положительная обратная связь» (рассказ)
- 1965 «ТЗ» (повесть) https://web.archive.org/web/20080225085457/http://www.az-design.ru/Projects/AZLibrCD/Fantast/TZ_janitov.shtml
- 1966 «Первые шаги» (рассказ)
- 1975 «Типичная нетипичная ситуация» (статья)
- 1967 «Прибор».
- 1978 «Заметки на полях. Размышления у книжной полки»
- 1978 «Спокойствие богов»
- 1981 «Рассказы о президентах»
- 1982 «Тропинка в атмосфере»
- 1982 «Испытания» (фрагменты повести) http://n-t.ru/tp/nf/is.htm
- 1982 «Первые шаги в облако»
- 1984 «Учитель и ученик» (сказка) http://lib.uka.ru/lib2/27/Yanitov/Yanitov_Uchitel_i_uchenik.htm Архивная копия от 21 сентября 2019 на Wayback Machine
- 1984 «Когда ты станешь маленьким» (повесть-сказка)
- 1985 «Когда изобрели храбрость» (притча) bookz.ru/authors/il_a-anitov/ef6baacb7df5/1-ef6baacb7df5.html
- 1987 «Лекальщик» (рассказ) http://books.rusf.ru/unzip/add-2003/xussr_ty/yaniti13.htm?1/1